# 2006년 FIBA 세계 선수권 대회

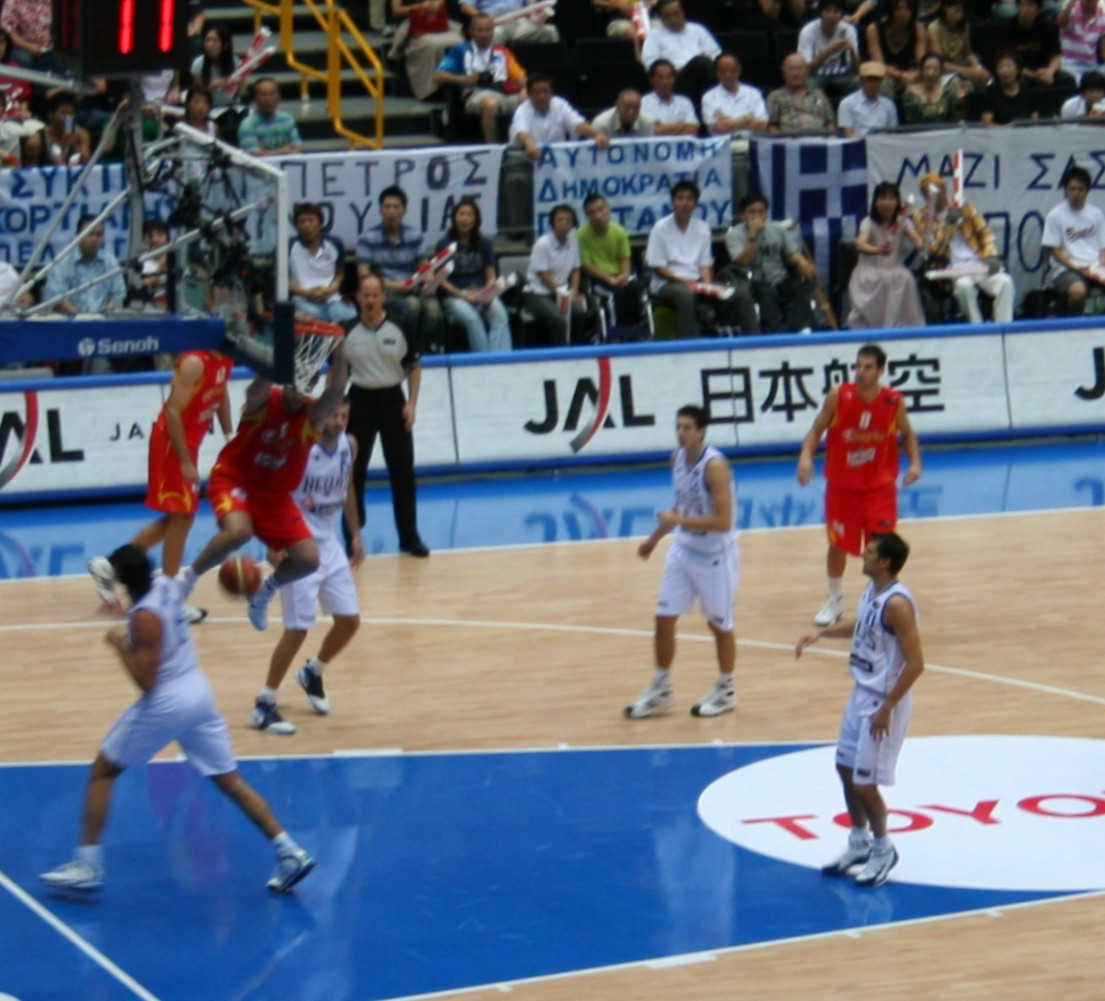

2006년 FIBA 세계 선수권 대회(일본어: 2006年FIBAバスケットボール世界選手権)는 2006년 8월 19일부터 9월 3일까지 일본에서 열린 15번째 FIBA 농구 월드컵이다.

## 최종 순위
| 순위 | 팀                  | 기록 |
| ---- | ------------------- | ---- |
| 1    | 스페인              | 9–0  |
| 2    | 그리스              | 8–1  |
| 3    | 미국                | 8–1  |
| 4    | 아르헨티나          | 7–2  |
| 5    | 프랑스              | 6–3  |
| 6    | 튀르키예            | 6–3  |
| 7    | 리투아니아          | 5–4  |
| 8    | 독일                | 5–4  |
| 9    | 앙골라              | 3–3  |
| 9    | 오스트레일리아      | 2–4  |
| 9    | 중화인민공화국      | 2–4  |
| 9    | 이탈리아            | 4–2  |
| 9    | 뉴질랜드            | 2–4  |
| 9    | 나이지리아          | 2–4  |
| 9    | 세르비아 몬테네그로 | 2–4  |
| 9    | 슬로베니아          | 2–4  |
| 17   | 브라질              | 1–4  |
| 17   | 일본                | 1–4  |
| 17   | 레바논              | 2–3  |
| 17   | 푸에르토리코        | 2–3  |
| 21   | 파나마              | 0–5  |
| 21   | 카타르              | 0–5  |
| 21   | 세네갈              | 0–5  |
| 21   | 베네수엘라          | 1–4  |